# ダミアーノ・トンマージ
ダミアーノ・トンマージ（Damiano Tommasi, 1974年5月17日 - )は、イタリアの政治家、同国出身の元同国代表の元サッカー選手。ポジションはミッドフィールダー。2022年よりヴェローナ市長。

## 経歴
1996年から9年間、ASローマに在籍した。最後の1年は、自身の怪我とチームの財政難などをふまえ、月給1500ユーロでの再契約を自ら申し出たとされ、実際にその金額でプレーしている。ASローマの会長が臨時ボーナスなどを申し出たが、断っている。ボランティアや病院への慰問に参加することも多く、2001年にはイタリア医療共同協会より功労賞が贈られた。これはスポーツ選手としては初めてのことであった。
2006年を最後にローマを退団し以降はイタリア国外のクラブに在籍しているものの、シーズンオフにはローマの練習に参加するなどローマへの愛着は強い。
イタリア代表としては、UEFA U-21欧州選手権1996で優勝、アトランタオリンピックにも出場すると、1996年5月5日のモルドバ戦でA代表デビュー。2001年9月5日のモロッコ戦では代表初ゴール（自身唯一の代表でのゴールでもある）を記録した。2002 FIFAワールドカップ代表メンバーにも選出され4試合に出場。2003年6月を最後に代表からは遠ざかっている。
2010年1月、引退後にトンマージは、彼のエージェントであるアンドレア・プレッティと長年の友人ワーナー・ゼーバーと共に、フットボールの分野でヨーロッパとアジアの国々の間の信頼できるかけ橋をつくることを目的として、中国に『トンマージ・プレッティ・ゼーバースポーツカルチャー』という会社を設立している。
2011年5月9日に、彼は、歴史上のセルジオ・カンパーナ（43年の間在職）の跡を継ぎ、イタリアサッカー選手会の会長になっている。
2015年、カンピオナート・サンマリネーゼのSPラ・フィオリタに加入した。
2022年の地方選挙で中道左派の支持を受けてヴェローナの市長に当選した。

## 代表歴

### 出場大会
- イタリア代表
  - 2002 FIFAワールドカップ (ベスト16)

### 試合数
- 国際Aマッチ 24試合 1得点（1998年-2003年）[3]

| イタリア代表 | 国際Aマッチ | 国際Aマッチ |
| 年           | 出場        | 得点        |
| ------------ | ----------- | ----------- |
| 1998         | 1           | 0           |
| 1999         | 0           | 0           |
| 2000         | 0           | 0           |
| 2001         | 8           | 1           |
| 2002         | 12          | 0           |
| 2003         | 3           | 0           |
| 通算         | 24          | 1           |

## 獲得タイトル

### クラブ
ASローマ
- セリエA : 2000-01
- スーペルコッパ・イタリアーナ : 2001

### 代表
イタリア
- UEFA U-21欧州選手権 : 1996

### 個人
- シルバーボール賞（イタリア語版）: 2000-01